# São Vicente (Abrantes)
São Vicente é um bairro da cidade portuguesa de Abrantes que foi sede da Freguesia de São Vicente do município de Abrantes, na província do Ribatejo, integrando atualmente a região do Oeste e Vale do Tejo e a NUT3 do Médio Tejo, freguesia que tinha 38,20 km² de área e 11 622 habitantes (2011).
A Freguesia de São Vicente foi extinta (agregada), em 2013, no âmbito de uma reforma administrativa nacional, tendo sido agregada às freguesias de S. João e Alferrarede, para formar uma nova freguesia denominada União das Freguesias de Abrantes (São Vicente e São João) e Alferrarede.
Longa e estreita, a Freguesia de São Vicente incluía a metade norte da cidade de Abrantes e a área rural relativamente vasta que lhe fica a norte. Tinha como vizinhos o município do Sardoal, a nordeste, e as localidades do Carvalhal a norte, Alferrarede a leste, São Miguel do Rio Torto a sul, Tramagal a sudoeste, Rio de Moinhos e Aldeia do Mato a oeste e Souto a noroeste. É ribeirinha à margem direita do rio Tejo ao longo dos limites com São Miguel do Rio Torto e Tramagal.

## População
★ Com lugares desta freguesia foi criada a freguesia de Alferrarede pelo decreto-lei nº 42.157, de 15/02/1959, com reflexos no número de habitantes registados no censo de 1960

 Grupos etários em 2001 e 2011			

| Nº de habitantes | Nº de habitantes | Nº de habitantes | Nº de habitantes | Nº de habitantes | Nº de habitantes | Nº de habitantes | Nº de habitantes | Nº de habitantes | Nº de habitantes | Nº de habitantes | Nº de habitantes | Nº de habitantes | Nº de habitantes | Nº de habitantes | Nº de habitantes |
| ---------------- | ---------------- | ---------------- | ---------------- | ---------------- | ---------------- | ---------------- | ---------------- | ---------------- | ---------------- | ---------------- | ---------------- | ---------------- | ---------------- | ---------------- | ---------------- |
| 1864             | 1878             | 1890             | 1900             | 1911             | 1920             | 1930             | 1940             | 1950             | 1960             | 1970             | 1981             | 1991             | 2001             | 2011             |                  |
| 3214             | 3384             | 3861             | 4314             | 5685             | 5616             | 6591             | 8091             | 8541             | 5612             | 6010             | 7153             | 8711             | 10698            | 11622            |                  |
|                  | +5%              | +14%             | +12%             | +32%             | -1%              | +17%             | +23%             | +6%              | -34%             | +7%              | +19%             | +22%             | +23%             | +9%              |                  |

|     | 0-14 anos      | 15-24 anos     | 25-64 anos     | 65 e + anos    |
| Hab | 1 855 \| 1 965 | 1 396 \| 1 193 | 5 963 \| 6 699 | 1 484 \| 1 765 |
| Var | +6%            | -15%           | +12%           | +19%           |

## Património
- Pórtico da Igreja do Convento da Esperança (teatro velho) e o pátio (antigo claustro) das três cisternas que lhe fica na retaguarda
- Igreja de São Vicente
- Ruínas do Convento de Santo António, na Quinta da Arca, e o aqueduto
- Casa na Rua do Marquês de Pombal, 1
- Casa na Rua do Actor Taborda, 54
- Ermida de Santa Ana (Abrantes)
- Casa na Rua de D. Miguel de Almeida, 23, tornejando para a Travessa do Pacheco, n.º 6 e n.º 8
- Casa na Rua do Paço Real (D. JoãoIV), 43 - Palácio Almada
- Casa na Travessa do Pacheco, 6
- Casa na Rua do Actor Taborda, 18
- Casa na Rua do Actor Taborda, 40
- Casa na Rua da Boga, 10 e 12 (Condes de Abrantes)
- Casa na Rua da Boga, 42 (Condes de Abrantes)
- Casa na Rua José Estêvão, 35
- Casa na Rua José Estêvão, 3
- Casa na Rua José Estêvão, 28
- Casa na Rua José Estêvão, 47
- Casa na Rua da Feira, 8 (Dr. Oliveira)
- Nichos Padrões
- Ermida de São Lourenço
- Hospital da Misericórdia de Abrantes
- Igreja da Misericórdia de Abrantes
- Casa da Câmara Municipal de Abrantes
- Casa na Rua do Actor Taborda, 56
- Casa na Rua do Actor Taborda, 20
- Casa na Rua do Actor Taborda, 42
- Casa na Rua da Boga, 44 (condes de Abrantes)
- Casa na Rua José Estêvão, 37
- Casa na Rua José Estêvão, 3-A
- Casa na Rua José Estêvão, 30
- Casa na Rua José Estêvão, 49
- Casa na Travessa do Pacheco, 8
- Cine-Teatro São Pedro